# Noboru Kawasaki
Noboru Kawasaki (川崎のぼる, Kawasaki Noboru, Osaka, 28 de janeiro de 1941) é um mangaka mais conhecido por ilustrar a série Kyojin no Hoshi. Ele ganhou o 14º Prêmio Shogakukan de Mangá em 1969 por Animal 1 e Inakappe Taishō, e o Prêmio Kodansha de Mangá Infantil por Kyojin no Hoshi em 1967 e o seu sucessor Prêmio de Mangá Kōdansha na categoria shōnen por Football Taka em 1978. Ele também é o criador de Tentōmushi no Uta, Skyers 5 e Kōya no Shōnen Isamu.